# Neoitamus senectus
Neoitamus senectus är en tvåvingeart som beskrevs av Richter 1963. Neoitamus senectus ingår i släktet Neoitamus och familjen rovflugor. Inga underarter finns listade i Catalogue of Life.